# بيل لي (سياسي)
بيل لي (بالإنجليزية: Bill Lee)‏ هو سياسي أمريكي، ولد في 9 أكتوبر 1959 في الولايات المتحدة. حزبياً، نشط في الحزب الجمهوري. وقد انتخب حاكم تينيسي ‏.

## وصلات خارجية
- الموقع الرسمي